# Kathryn E. Granahan

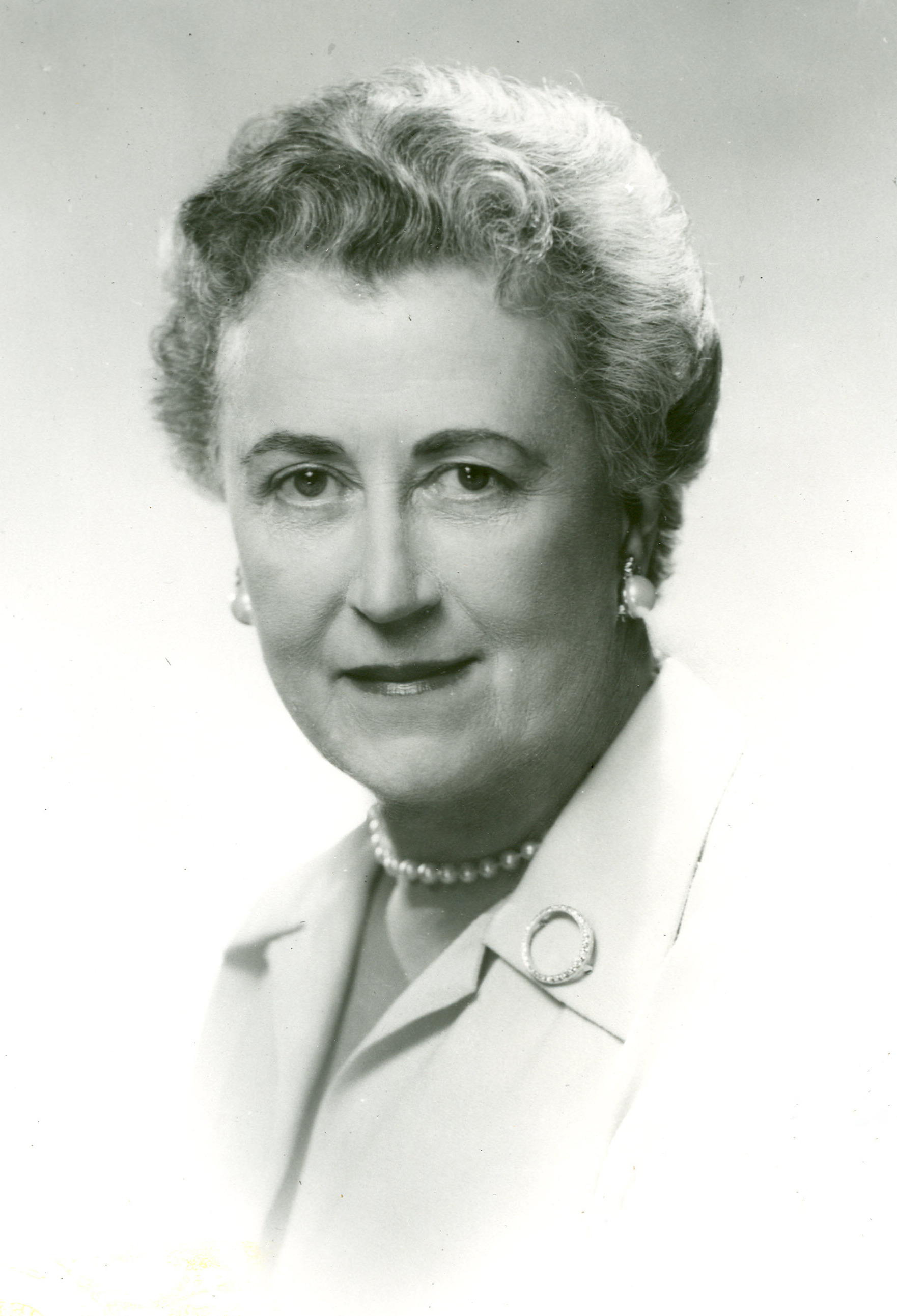
Kathryn E. Granahan

Kathryn Elizabeth Granahan (* 7. Dezember 1894 in Easton, Northampton County, Pennsylvania; † 10. Juli 1979 in Norristown, Pennsylvania) war eine US-amerikanische Politikerin. Zwischen 1956 und 1963 vertrat sie den Bundesstaat Pennsylvania im US-Repräsentantenhaus; anschließend fungierte sie als Treasurer of the United States.

## Werdegang
Kathryn O’Hay, so ihr Geburtsname, besuchte die öffentlichen Schulen ihrer Heimat und danach das Mount St. Joseph Collegiate Institute, das heutige Chestnut Hill College in Philadelphia. Zwischen 1940 und 1943 arbeitete sie als Supervisor of public assistance in the State Auditor General’s Department für die Staatsregierung von Pennsylvania. Sie heiratete den späteren Kongressabgeordneten William T. Granahan und wurde, wie dieser, Mitglied der Demokratischen Partei. Im Juli 1960 nahm sie als Delegierte an der Democratic National Convention in Los Angeles teil, auf der John F. Kennedy als Präsidentschaftskandidat nominiert wurde.
Nach dem Tod ihres Mannes, der als Kongressabgeordneter verstarb, wurde Kathryn Granahan bei der fälligen Nachwahl für den zweiten Sitz von Pennsylvania als dessen Nachfolgerin in das US-Repräsentantenhaus in Washington, D.C. gewählt, wo sie am 6. November 1956 ihr neues Mandat antrat. Nach drei Wiederwahlen konnte sie bis zum 3. Januar 1963 im Kongress verbleiben. Im Jahr 1962 verzichtete sie auf eine weitere Kandidatur.
Nach dem Ende ihrer Zeit im US-Repräsentantenhaus wurde Granahan von Präsident Kennedy zum Treasurer of the United States ernannt und hatte damit eine der höchstrangigen Positionen im Finanzministerium der Vereinigten Staaten inne. Dieses Amt trat sie am 9. Januar 1963 an. Sie wurde nach Kennedys Ermordung vom neuen Präsidenten Lyndon B. Johnson darin bestätigt und übte es bis zum 20. November 1966 aus. Danach zog sie sich in den Ruhestand zurück.
Kathryn Granahan starb am 10. Juli 1979 in Norristown und wurde in ihrem Geburtsort Easton beigesetzt.